# 金鱼岭街道
金鱼岭街道，是中华人民共和国湖南省常德市津市市下辖的一个乡镇级行政单位。

## 行政区划
金鱼岭街道下辖以下地区：
丝绸院社区、湖桥社区、文家湾社区、燕子窝社区、关山村和大旗村。